# Pneumatolisi
La pneumatolisi è un'alterazione delle rocce o una fase della minerogenesi influenzata dalle emanazioni gassose del magma durante la sua solidificazione. Il termine fu coniato da Robert Bunsen nel 1851.
I gas emessi dal magma durante la fase pneumatolitica interagendo con il calcare possono dare origine allo skarn mentre interagendo con il granito o lo scisto possono originare il greisen.